# "A" come ignoranza
"A" come ignoranza è una serie a fumetti umoristica scritta e disegnata da Davide Berardi, in arte Daw.
La serie è pubblicata in albi bimestrali dalla Panini Comics dall'aprile 2014 al dicembre 2016. Le prime uscite comprendevano anche una selezione di storie già pubblicate con lo stesso titolo tra il 2007 e il 2012 dalla ProGlo Edizioni.

## Trama
Ogni albo di "A" come ignoranza raccoglie al suo interno più storie umoristiche non collegate l'una con l'altra, che però ricorrono e continuano di albo in albo.

### Storie
- P.I. e Sbranzo
- Brullonulla
- Dodio
- Il misterioso papero del Giappone

### Vignette e strisce
- Animaletti crudi

I protagonisti di questa serie di strisce sono tre animaletti, evidenti caricature dei classici personaggi dei cartoni animati per bambini: un orsetto maniaco sessuale dal naso a cuore, un topolino eccessivamente gioioso e violento, e un coniglio senza zampe porta sfortuna.
- Il misterioso papero del Giappone

Il misterioso papero del Giappone è un papero ninja, capace di sconfiggere ogni nemico grazie alla sua misteriosa forza e le sue efficaci trovate no sense. Il personaggio non parla mai, sono i personaggi secondari ad esprimersi a parole. Dalle strisce è nata poi l'idea di realizzare storie più lunghe aventi come protagonista il papero ninja.
- Sick Sick Sick

Sick Sick Sick raccoglie strip varie dell'autore. Il personaggio che ha avuto maggior successo è stato il Malvagio Dottore, uno dei più amati e maggiormente conosciuti in rete.

## Produzione
Davide Berardi aveva iniziato a pubblicare numerose storie di natura umoristica sul proprio blog, riscuotendo sin da subito un buon successo sul web. Nel 2007 viene contattato dalla ProGlo Edizioni che gli propone di raccogliere queste storie a fumetti in un volume cartaceo: esce così la raccolta che prende il titolo di "A" come ignoranza. Visto il successo riscontrato, la ProGlo inizia a pubblicare "A" come ignoranza inizialmente a cadenza annuale, continuando a raccogliere varie storie di Daw. Nel 2011 viene ristampato il primo numero con l'aggiunta della dicitura "Volume primo" e dato alle stampe un "Volume quarto e mezzo". Nel 2012 vengono pubblicati gli ultimi tre volumi: il quinto, il sesto e il settimo.
Nel 2013 Berardi inizia una collaborazione con la Panini Comics e durante il Lucca Comics & Games 2013 viene annunciata la pubblicazione come bimestrale della serie definitiva di "A" come ignoranza, a partire da maggio 2014. Per l'occasione Daw ha ridisegnato tutti i suoi volumi, aggiungendo però qualcosa per chi lo segue da sempre. A partire dal numero 7 esce solo materiale inedito.
La serie si conclude con il numero 14, uscito nel dicembre 2016, con un accordo comune tra Daw e la casa editrice, data la difficoltà dell'autore, come evidenziato da lui stesso, a rispettare le scadenze e sopportare i ritmi lavorativi necessari alla realizzazione di un albo con cadenza bimestrale.

## Albi

### ProGlo Edizioni
| Nr. | Titolo                                    | Data di pubblicazione |
| --- | ----------------------------------------- | --------------------- |
| 1   | "A" come ignoranza                        | 2007                  |
| 2   | "A" come ignoranza. Volume secondo        | 2008                  |
| 3   | "A" come ignoranza. Volume terzo          | 2009                  |
| 4   | "A" come ignoranza. Volume quarto         | 2010                  |
| 4.5 | "A" come ignoranza. Volume quarto e mezzo | 2011                  |
| 5   | "A" come ignoranza. Volume quinto         | 2012                  |
| 6   | "A" come ignoranza. Volume sesto          | 2012                  |
| 7   | "A" come ignoranza. Volume settimo        | 2012                  |

### Panini Comics
| Nr. | Titolo                                                         | Data di pubblicazione | Storie |
| --- | -------------------------------------------------------------- | --------------------- | --- |
| 1   | Esplosione di esplosioni                                       | 8 maggio 2014         | Un uomo veramente poco interessante I barbieri (o parrucchieri) sono il male Brullonulla. Poiché detengo il dottorato Fiocco azzurro in casa Dodio Il misterioso papero del Giappone (strisce) Sick Sick Sick (strisce) Animaletti crudi (strisce) Fare storie |
| 2   | Impennate di fuoco                                             | 3 luglio 2014         | P.I. ha una giornata Murder She Wrote Dodio. La domanda Stiven Sigà contro gli sorprendenti Sick Sick Sick (strisce) Il misterioso papero del Giappone (strisce) Animaletti crudi (strisce) Storia senza titolo                                                |
| 3   | Allenamento anti papero                                        | 4 settembre 2014      | P.I. inghiotte dell'ossigeno Brullonulla. Incontri travvicinati Sick Sick Sick (strisce) Allenamento anti papero Il miglior amico della donna |
| 4   | Spoiler! Sbranzo muore                                         | 13 novembre 2014      | Quella volta che P.I. Yawn Brullonulla e il segreto del Cern Sick Sick Sick (strisce) |
| 5   | Principesse crude                                              | 15 gennaio 2015       | Occasioni di tozzosca I Nemico U Sick Sick Sick (strisce) Daw Dance |
| 6   | Darci giù di brutto                                            | 12 marzo 2015         | P.I. e toh, ho trovato un euro, stasera party Dodio. Giorno degno di nota Sick Sick Sick (strisce) X brutto Al solito |
| 7   | Chi giudica i giudici?                                         | 28 maggio 2015        | Brullonulla contro gli equosolidali Sigà e la via del legno Chi giudica i giudici |
| 8   | Raffazzonaman                                                  | 23 luglio 2015        | Brullonulla. I giusti robò della simpatia Sick Sick Sick (strisce) Raffazzonaman. La gatta frettolosa, PEM, sotto l'auto |
| 9   | Fuga da Rubtown                                                | 8 ottobre 2015        | P.I. occupa della superficie Il malvagio dottore in una giornata di sole MPDG. Fuga da Rubtown Sick Sick Sick (strisce) Con la puzza sotto al naso |
| 10  | Brullonulla contro i mediamente malvagi abitanti di San Marino | 14 gennaio 2016       | Brullonulla contro i mediamente malvagi abitanti di San Marino Sick Sick Sick (strisce) Il misterioso papero del Giappone in Le prigioni di Rubtown |
| 11  | Everytutti loves the zombie                                    | 14 aprile 2016        | Il misterioso papero del Giappone in La fine di Rubtown Everytutti loves the zombie |
| 12  | L'invasione degli autori viventi                               | 9 giugno 2016         | Murder she re-wrote L'invasione degli autori viventi |
| 13  | Quello in cui P.I. compare nel titolo                          | 29 settembre 2016     | P.I. e il titolo interr Sick Sick Sick (strisce) La vera storia di come ho imparato a bere il caffè |
| 14  | Cuore, amore, giudizio universale                              | 15 dicembre 2016      | P.I. questa frase non è per te The Great Gioco Sick Sick Sick (strisce) La corrente dell'ascensione medica del fulmine Ritorno al mondo |